# Ferry Windberger
Franz Ferdinand Windberger (* 8. Oktober 1915 in Preßburg; † 14. Oktober 2008 in Wiener Neustadt) war ein österreichischer Filmarchitekt und Bühnenbildner.

## Leben
Der aus der heutigen slowakischen Hauptstadt Bratislava stammende Franz Ferdinand „Ferry“ Windberger studierte nach seinem Schulabgang 1934 acht Semester lang an der Technischen Hochschule in Wien (1934–38) und besuchte zwischen 1938 und 1941 sechs Semester die Wiener Akademie der Bildenden Künste. Sein Bühnenbildner-Diplom nahm er 1942 in Empfang.
Bereits im Sommer 1938 knüpfte Ferry Windberger ersten Kontakt zum Theater, als Bühnenbildner-Assistent und Schauspieler im Rahmen der Salzburger Festspiele. 1940 debütierte er als Bühnenbildner und Ausstatter an Wiens Komödie, in der Spielzeit 1941/42 wechselte Windberger an das Stadttheater Baden bei Wien. Zeitgleich (1941/42) wurde er als Hochschulassistent an seine ehemalige Alma Mater, die Akademie der Bildenden Künste, berufen. Zwischen 1942 und 1944 war Windberger an den Städtischen Bühnen in Brünn aktiv. 1958 bis 1961 stattete Windberger im Rahmen der Seefestspiele Mörbisch mehrere Aufführungen von Operetten aus: Johann Strauss’ Eine Nacht in Venedig und Der Zigeunerbaron, Paul Abrahams Viktoria und ihr Husar sowie Emmerich Kálmáns Gräfin Mariza und Die Csárdásfürstin.
Bis Beginn der 60er Jahre blieb Windberger weitestgehend filmabstinent, seitdem hat er mehrere heimische Unterhaltungsproduktionen aus der Hand des Regisseurs Franz Antels ausgestattet. Dennoch blieb die Bühne Prof. Windbergers Hauptbetätigungsfeld: seit den ausgehenden 50er Jahren bis weit in die 80er Jahre hinein war er der Chefausstatter des Wiener Raimund-Theaters.
1981 Goldenes Ehrenzeichen der Stadt Wien, 1982 Ernennung zum Professor hc.
Ferry Windberger hat sich auch als Kunstmaler betätigt, Spezialgebiet Genremalerei.

## Filmografie
- 1949: Wir haben eben geheiratet
- 1963: Sing, aber spiel nicht mit mir
- 1963: Mit besten Empfehlungen
- 1964: Rote Lippen soll man küssen (Die ganze Welt ist himmelblau)
- 1964: Unsere tollen Tanten in der Südsee
- 1965: Schüsse im 3/4 Takt
- 1965: Show – Charme – Chansons (TV-Show)
- 1965: Soeben eingetroffen (TV-Show)
- 1966: 00Sex am Wolfgangsee
- 1968: Otto ist auf Frauen scharf
- 1969: Alle Kätzchen naschen gern
- 1969: Warum hab’ ich bloß 2x ja gesagt?
- 1970: Frau Wirtin treibt es jetzt noch toller
- 1972: Frau Wirtins tolle Töchterlein
- 1974: Wenn Mädchen zum Manöver blasen
- 1978: Das Love-Hotel in Tirol
- 1985: Private Passions
- 1986: Johann Strauß – Der König ohne Krone